# Пона Инфериоре (Комо)
Пона Инфериоре је насеље у Италији у округу Комо, региону Ломбардија. 
Према процени из 2011. у насељу је живело 39 становника. Насеље се налази на надморској висини од 625 м.